# Route du Sud 1992
La Route du Sud 1992, sedicesima edizione della corsa, si svolse dal 10 al 14 giugno su un percorso di 882 km ripartiti in 5 tappe (la seconda suddivisa in due semitappe), con partenza da Arcachon e arrivo a Castres. Fu vinta dal lituano Arturas Kasputis della Postobon-Manzana-Ryalcao davanti allo svizzero Fabian Jeker e al francese Laurent Biondi.

## Tappe
| Tappa  | Data      | Percorso                                | km    | Vincitore di tappa | Leader cl. generale |
| ------ | --------- | --------------------------------------- | ----- | ------------------ | ------------------- |
| 1ª     | 10 giugno | Arcachon > Tonneins                     | 177   | Marcel Wüst        | Marcel Wüst         |
| 2ª-1ª  | 11 giugno | Tonneins > Tonneins (cron. individuale) | 20,3  | Arturas Kasputis   | Arturas Kasputis    |
| 2ª-2ª  | 11 giugno | Tonneins > Vic-Fezensac                 | 105,6 | Marcel Wüst        | Arturas Kasputis    |
| 3ª     | 12 giugno | Vic-Fezensac > Saint-Gaudens            | 222   | Luigi Furlan       | Arturas Kasputis    |
| 4ª     | 13 giugno | Saint-Gaudens > Mazamet                 | 188   | Marcel Wüst        | Arturas Kasputis    |
| 5ª     | 14 giugno | Mazamet > Castres                       | 169   | Marcel Wüst        | Arturas Kasputis    |
| Totale | Totale    | Totale                                  | 882   |                    |                     |

## Dettagli delle tappe

### 1ª tappa
- 10 giugno: Arcachon > Tonneins – 177 km

| Pos. | Corridore          | Squadra   | Tempo    |
| ---- | ------------------ | --------- | -------- |
| 1    | Marcel Wüst        | R.M.O.    | 4h31'19" |
| 2    | Franck Boucanville | Chazal    | s.t.     |
| 3    | Marc Bouillon      | Collstrop | s.t.     |

| Pos. | Corridore   | Squadra | Tempo |
| ---- | ----------- | ------- | ----- |
| 1    | Marcel Wüst | R.M.O.  |       |

### 2ª tappa - 1ª semitappa
- 11 giugno: Tonneins > Tonneins (cron. individuale) – 20,3 km

| Pos. | Corridore        | Squadra  | Tempo  |
| ---- | ---------------- | -------- | ------ |
| 1    | Arturas Kasputis | Postobon | 25'04" |
| 2    | Rolf Aldag       | Helvetia | a 19"  |
| 3    | Pascal Lino      | R.M.O.   | a 28"  |

| Pos. | Corridore        | Squadra  | Tempo |
| ---- | ---------------- | -------- | ----- |
| 1    | Arturas Kasputis | Postobon |       |

### 2ª tappa - 2ª semitappa
- 11 giugno: Tonneins > Vic-Fezensac – 105,6 km

| Pos. | Corridore       | Squadra       | Tempo    |
| ---- | --------------- | ------------- | -------- |
| 1    | Marcel Wüst     | R.M.O.        | 2h44'20" |
| 2    | Valeri Sapronov |               | s.t.     |
| 3    | Mathieu Hermans | Festina-Lotus | s.t.     |

| Pos. | Corridore        | Squadra  | Tempo |
| ---- | ---------------- | -------- | ----- |
| 1    | Arturas Kasputis | Postobon |       |

### 3ª tappa
- 12 giugno: Vic-Fezensac > Saint-Gaudens – 222 km

| Pos. | Corridore      | Squadra  | Tempo    |
| ---- | -------------- | -------- | -------- |
| 1    | Luigi Furlan   | Chazal   | 6h14'15" |
| 2    | Laurent Biondi | Chazal   | a 28"    |
| 3    | Fabian Jeker   | Helvetia | a 30"    |

| Pos. | Corridore        | Squadra  | Tempo |
| ---- | ---------------- | -------- | ----- |
| 1    | Arturas Kasputis | Postobon |       |

### 4ª tappa
- 13 giugno: Saint-Gaudens > Mazamet – 188 km

| Pos. | Corridore       | Squadra  | Tempo    |
| ---- | --------------- | -------- | -------- |
| 1    | Marcel Wüst     | R.M.O.   | 4h52'16" |
| 2    | Valeri Sapronov |          | s.t.     |
| 3    | Rolf Aldag      | Helvetia | s.t.     |

| Pos. | Corridore        | Squadra  | Tempo |
| ---- | ---------------- | -------- | ----- |
| 1    | Arturas Kasputis | Postobon |       |

### 5ª tappa
- 14 giugno: Mazamet > Castres – 169 km

| Pos. | Corridore         | Squadra  | Tempo    |
| ---- | ----------------- | -------- | -------- |
| 1    | Marcel Wüst       | R.M.O.   | 4h15'08" |
| 2    | Christian Chaubet | Chazal   | s.t.     |
| 3    | Rolf Aldag        | Helvetia | s.t.     |

| Pos. | Corridore        | Squadra  | Tempo     |
| ---- | ---------------- | -------- | --------- |
| 1    | Arturas Kasputis | Postobon | 23h03'48" |
| 2    | Fabian Jeker     | Helvetia | a 19"     |
| 3    | Laurent Biondi   | Chazal   | a 54"     |

## Classifiche finali

### Classifica generale
| Pos. | Corridore                        | Squadra                     | Tempo     |
| ---- | -------------------------------- | --------------------------- | --------- |
| 1    | Arturas Kasputis                 | Postobon-Manzana-Ryalcao    | 23h03'48" |
| 2    | Fabian Jeker                     | Helvetia-Fichtel & Sachs    | a 19"     |
| 3    | Laurent Biondi                   | Chazal-Vanille et Mur-Vetta | a 54"     |
| 4    | Luigi Furlan                     | Chazal-Vanille et Mur-Vetta | a 57"     |
| 5    | Arunas Cepele                    | Postobon-Manzana-Ryalcao    | a 1'45"   |
| 6    | Rolf Aldag                       | Helvetia-Fichtel & Sachs    | a 2'27"   |
| 7    | Federico Muñoz Fernandez         | Postobon-Manzana-Ryalcao    | a 2'39"   |
| 8    | Cassio Freitas                   | Recer-Boavista              | a 3'08"   |
| 9    | Delmino Albano Pereira Magalhaes | Recer-Boavista              | a 3'18"   |
| 10   | Jerome Simon                     | Z                           | a 3'20"   |